# Pocomoke City
Pocomoke City – miasto w Stanach Zjednoczonych, w stanie Maryland, w hrabstwie Worcester.